# Ед Гийн
Ед Гийн (Edward Theodore Gein) е американски сериен убиец и грабител на гробове, чиито престъпления са разкрити през 1957 г. в малкия град Плейнфийлд, Уисконсин. Той става известен със своята болнава мания по човешката анатомия, като изкопавал трупове от гробища и използвал части от телата за направата на предмети, облекло и мебели.
Гийн е официално свързан с две убийства – на Мери Хоган (1954) и Бърнис Уордън (1957). При ареста му полицията открива ужасяващи артефакти в дома му, включително маски и дрехи, направени от човешка кожа, черепи, използвани като купи, и други зловещи предмети.
Психичното му състояние е обект на множество изследвания. Той е диагностициран с шизофрения и обявен за невменяем, поради което прекарва остатъка от живота си в психиатрични заведения. Умира през 1984 г.
Престъпленията му вдъхновяват редица културни образи, включително героите Ледърфейс от „Тексаско клане“, Норман Бейтс от Psycho и Бъфало Бил от „Мълчанието на агнетата“.